# Seznam naravnih rezervatov Ukrajine
Naravni rezervati Ukrajine so zavarovana območja Ukrajine državnega pomena in so del Ukrajinskega sklada za varstvo narave. 

## Seznam
| №  | Ime                                                                                                 | Foto                                 | Lega                                                                       | spletna stran                           | Površina (ha) | Leto | Opis |
| -- | --------------------------------------------------------------------------------------------------- | ------------------------------------ | -------------------------------------------------------------------------- | --------------------------------------- | ------------- | ---- | --- |
| 1  | Naravni rezervat Gorgani (ukrajinsko Природний заповідник «Ґорґани»)                                | Gorgany Nature Reserve               | Ivano-Frankivska oblast 48°27′09″N 24°14′00″E / 48.45250°N 24.23333°E      | gorgany.if.ua/uk.html                   | 5.344         | 1996 | Zajema del gorske skupine Gorgan v ukrajinskih Karpatih. Rezervat je 46% pragozd, eno zadnjih in največjih takšnih sestojev v Evropi. |
| 2  | Dnepropetrovsko-Orilsk naravni rezervati (ukrajinsko Дніпровсько-Орільский природний заповідник)    | Floodplain of Lake Grobovo           | Dnepropetrovska oblast 48°30′43″N 34°47′4″E / 48.51194°N 34.78444°E        |                                         | 3.766         | 1990 | Nahaja se v dolini reke Dneper, rezervat varuje dve rečni terasi, prva je 2 km široko območje vzdolž levega brega Dnepra, druga pa je višje ležeča pomaknjena v notranjost. Zajema tudi poplavni tok reke Oril. 30% rezerata predstavlja voda, 89% poplavnih površin pa gozd, večinoma hrast.                                                                                                  |
| 3  | Drevljanski naravni rezervat (ukrajinsko Древлянський природний заповідник)                         | Dervlyans                            | Žitomirska oblast 51°12′10″N 29°4′53″E / 51.20278°N 29.08139°E             | drevlyansky.in.ua                       | 66.816        | 2009 | Rezervat sledi toku reke Už na območju regije Polezija na severu osrednje Ukrajine. Namenjen je zaščiti reprezentativnih gozdov in mokrišč regije Polezija. Območje je onesnaženo zaradi Černobilske nesreče. Nahaja se 80 km zahodno od Černobila. |
| 4  | Naravni rezervat Jelanecka stepa (ukrajinsko Природний заповідник «Єланецький степ»)                | Yelanets Steppe Nature Reserve       | Mikolajivska oblast 47°38′05″N 31°54′30″E / 47.63472°N 31.90833°E          | steppe.mk.ua                            | 1.675,7       | 1996 | Zajema del največje deviške stepe na območju severne črnomorske obale. To je edini stepski rezervat v Desnobrežni Ukrajini (območje na zahodni strani reke Dneper. |
| 6  | Kaniv (ukrajinsko Канівський природний заповідник)                                                  | Kaniv Nature Reserve                 | Čerkasijska oblast 49°44′40″N 31°27′21″E / 49.74444°N 31.45583°E           | kanivbiosfera.at.ua                     | 2.027         | 1923 | Zajema del desnega brega reke Dneper in dva poplavna otoka v reki. Rezervat se nahaja v središču Ukrajine. Namenjen je zaščiti dragocenih habitatov gozdnih stepskih in poplavnih ravnic. Območje je znano po številnih arheoloških najdiščih, ki so jih pustile za seboj kulture od paleolitika naprej.                                                                                       |
| 7  | Karadaški naravni rezervat (ukrajinsko Карадазький природний заповідник)                            | Karadag Nature Reserve               | Avtonomna republika Krim 44°56′09″N 35°13′59″E / 44.93583°N 35.23306°E     | karadag.com.ru                          | 2.874         | 1979 | Zajema del jugovzhodne obale Krimskega polotoka. Karadag, ki obsega gore, gozdne stepe, obalo in morska območja, je območje velike biotske raznovrstnosti in predmet številnih znanstvenih raziskav v zadnjih 100 letih. Podpira veliko število Krimskih endemitov in pomembne kolonije ptic.                                                                                                  |
| 5  | Kazantipski naravni rezervat (ukrajinsko Казантипський природний заповідник)                        | Kazantypskyi Nature Reserve          | Avtonomna republika Krim 45°27′42″N 35°50′36″E / 45.4616°N 35.8434°E       |                                         | 4.500         | 1998 | Vključuje tako ozemlje rta Kazantip kot obalno-vodnega kompleksa na Kerškem polotoku. |
| 8  | Krimski naravni rezervat (ukrajinsko Кримський природний заповідник) podenota: Labodji otoki        | Crimean Nature Reserve               | Avtonomna republika Krim 44°40′00″N 34°21′00″E / 44.66667°N 34.35000°E     | zapovednik-crimea.udprf-crimea.com      | 44.175        | 1991 | Zajema del Krimskega gorovja, na južni obali Krimskega polotoka. Je največji in najstarejši naravni rezervat v Ukrajini.Podenota: Rezervat Labodji otoki (9.512 ha) varujejo vrsto otokov ob severozahodni obali Krimskega polotoka, ker so poleti in jeseni pomembno počivališče ptic selivk, pozimi pa gnezdišče.                                                                            |
|    | Luganski naravni rezervat (ukrajinsko Луганський природний заповідник)                              | Luhansk Nature Reserve               | Luganska oblast 48°45′06″N 39°22′32″E / 48.75167°N 39.37556°E              |                                         | 8.000         | 1968 | Naravni rezervat Lugansk sestavljajo štirih posamezni nacionalnih naravni rezervati Ukrajine. Leta 2014 so v Luganski oblasti, najbolj vzhodni pokrajini Ukrajine, to območje prizadele sovražne razmere. Ustanovljen je kot strogi rezervat za ohranjevanje narave in znanstvene študije, javni dostop je prepovedan. Vsak del predstavlja različen vidik stepske ekologije vzhodne Ukrajine. |
| 9  | Stanično-Luganski naravni rezervat (ukrajinsko Станично-Луганський заповідник)                      | Stanichno-Luhansk Reserve            | Luganska oblast 48°45′25″N 39°21′30″E / 48.75694°N 39.35833°E              | lpznanu.wixsite.com/lpznanu/stanica     | 498           | 1968 | Zajema del levega brega porečja reke Donec. Rezervat se nahaja približno 30 km severno od Luganska. |
|    | Provaljska stepa (ukrajinsko Провальський степ (заповідник))                                        | Provallya Steppe Nature Reserve      | Luganska oblast 48°09′01″N 39°51′29″E / 48.15028°N 39.85806°E              | Rezervat:                               | 588           | 1975 | Zajema dva pasova reprezentativne stepe na vzhodni ukrajinski meji z Rusijo. Od leta 2014 rezervat ni več pod nadzorom ukrajinske vlade. |
|    | Striltcivska stepa (ukrajinsko Стрільцівський Степ (заповідник))                                    | Striltsevsky Steppe Nature Reserve   | Luganska oblast 49°17′59″N 40°5′46″E / 49.29972°N 40.09611°E               | lpznanu.wixsite.com/lpznanu/striltsivka | 1.037         | 1948 | Zajema reprezentativni stepski habitat v vzhodni Ukrajini. Lokacija je že od leta 1931 naravni rezervat. Znana je po populaciji evropskega svizca. |
| 10 | Naravni rezervat Medobori (ukrajinsko Природний заповідник «Медобори»)                              | Medobory Nature Reserve              | Ternopilska oblast 49°12′00″N 26°10′00″E / 49.20000°N 26.16667°E           | www.medobory-reserve.te.ua              | 10.521        | 1990 | Nahaja se v Podolskem visokogorju v zahodnem delu države. varuje reprezentativni del območja "Tovtri" regije, znane po kamnitih apnenčastih grebenih. |
| 12 | Naravni rezervat Rt Martjan (ukrajinsko Природний заповідник «Мис Мартьян»)                         | Cape Martyan Reserve                 | Avtonomna republika Krim 44°30′25″N 34°15′03″E / 44.5068713°N 34.2508710°E |                                         | 240           | 1973 | Rezervat je bil ustanovljen z namenom ohranjevanja ekosistemov rta Martjan v naravnem stanju, za zaščito in ohranjanje redkih vrst rastlinstva in živalstva ter za izvajanje znanstvenih raziskav. |
| 11 | Naravni rezervat Mihailovska celina (ukrajinsko риродний заповідник «Михайлівська цілина»)          | Michael's Virgin Land Nature Reserve | Sumska oblast 50°55′N 34°45′E / 50.917°N 34.750°E                          |                                         | 883           | 2009 | Zajema travniško in gozdno stepo na severovzhodu Ukrajine v bližini meje z Rusijo. Na območju so nahajališča rastlin, ki jih najdemo v severnih in južnih stepah. Kot rezervat je bila prvič ustanovljen leta 1928, z leti pa je bil razširjena in leta 2009 uradno nadgrajen v narodni rezervat.                                                                                              |
| 13 | Opukski naravni rezervat (ukrajinsko Опукський природний заповідник)                                | Opuksky Nature Reserve               | Avtonomna republika Krim 45°01′50″N 36°11′10″E / 45.03056°N 36.18611°E     | opuk.com.ua/index_en.html               | 1.592         | 1998 | Nahaja se na južni obali polotoka Kerč na Črnem morju. Bazira na apnenčastem masivu (gora Opuk) in slanem jezeru (Kojaško jezero). Rezervat je Ramsarsko mokrišče mednarodnega pomena. |
| 14 | Poliski naravni rezervat (ukrajinsko Поліський природний заповідник)                                | Polissya Nature Reserve              | Žitomirska oblast 51°32′05″N 28°06′20″E / 51.53472°N 28.10556°E            | polesye-reserve.org.ua                  | 20.104        | 1968 | Namenjen je ohranjanju in znanstvenemu preučevanju reprezentativnih gozdnih barij Pinskega močvirja na območju regije Polesje. |
| 16 | Rivneški naravni rezervat (ukrajinsko Рівненський природний заповідник)                             | Rivne Nature Reserve                 | Rivnenska oblast 51°23′40″N 26°50′50″E / 51.3944°N 26.8472°E               | ukrainaincognita.com                    | 42.289        | 2003 | To je največje zaščiteno območje Ukrajine in najbolje ohranjeno območje močvirnih masivov. |
| 18 | Čeremski naravni rezervat (ukrajinsko Черемський природний заповідник)                              | Cheremske Nature Reserve             | Volinska oblast 51°22′25″N 25°28′40″E / 51.37361°N 25.47778°E              |                                         | 2.976         | 2001 | Zajema gozd in močvirje območja regije Zahodne Polesje, na severozahodu države. Območje ima visoko biotsko raznovrstnosti zaradi raznolikih habitatov v prehodnih ekoloških conah. |
| 17 | Ukrajinski stepski naravni rezervat (ukrajinsko Український степовий природний заповідник)          | Ukrainian Steppe Nature Reserve      | Donecka oblast 47°06′N 38°00′E / 47.100°N 38.000°E                         | ukrainaincognita.com                    | 2.768         | 1961 | Rezervat varuje primitivne stepske pasove v ukrajinski jugovzhodni regiji Donetsk. Vsak pas je drugačna podvrsta ukrajinske stepe. |
|    | Kredna flora (ukrajinsko Крейдова флора (заповідник))                                               | Chalk Flora Nature Reserve           | Donecka oblast 48°52′23″N 37°53′09″E / 48.87306°N 37.88583°E               | pryroda.in.ua/creidoshyl/pro-zapovidnyk | 1.134         | 1988 | Leži na odprtih apnenčastih rečnih pobočjih ob reki Donec. Greben je približno 50–70 metrov nad okoliškim ozemljem s strmino dodo 70 stopinj. |
| 19 | Jaltski gorsko-gozdni naravni rezervat (ukrajinsko Ялтинський гірсько-лісовий природний заповідник) | Yalta Mountain-Forest Nature Reserve | Avtonomna republika Krim 44°27′29″N 34°05′24″E / 44.45806°N 34.09000°E     | yglpz.umi.ru                            | 14.523        | 1973 | Zajema jugozahodno območje Krimskega gorovja, ob južni obali Krimskega polotoka. |